# Archasia belfragei
Archasia belfragei är en insektsart som beskrevs av Carl Stål. Archasia belfragei ingår i släktet Archasia och familjen hornstritar. Inga underarter finns listade i Catalogue of Life.